# حات (المهرة)

تعديل مصدري - تعديل

حات هي إحدى قرى مديرية حات التابعة لمحافظة المهرة، بلغ تعداد سكانها 382 نسمة حسب تعداد اليمن لعام 2004.